# Тунцзыдань
Тунцзыда́нь (кит. 童子蛋, пиньинь Tóngzǐ dàn, буквально: «яйцо мальчика») — традиционное блюдо, распространённое в провинции Чжэцзян, Китайская народная республика. Приготавливается из куриных яиц. Употребляется весной.
Для приготовления блюда, считающегося «весенним деликатесом», куриные яйца отваривают в моче, собранной исключительно у мальчиков, не достигших возраста половой зрелости. После закипания жидкости яйца извлекают из неё и надбивают скорлупу с тем, чтобы моча проникла внутрь яйца. Процесс варки занимает целый день, при выкипании мочу добавляют. Когда скорлупа растрескивается, тунцзыдань, солёный на вкус, считается готовым к употреблению.
Для сбора мочи мальчиков до 10 лет в школах региона устанавливают специальные вёдра. При этом мочиться в такие вёдра разрешается только здоровым детям.
Яйца тунцзыдань продаются с лотка; обычно по цене в два раза большей, чем цена простых крутых яиц. Моча мальчиков — традиционное средство китайской медицины. Чжэцзянцы верят в то, что деликатес имеет лекарственную ценность, действуя как жаропонижающее и кровоостанавливающее средство. Однако научная медицина этого не подтверждает.
Традиции употребления «весенних яиц» уже несколько веков. Впервые в европейской прессе она описана в 1891 году. В 2008 году тунцзыдань получил статус предмета нематериального культурного наследия провинции Чжэцзян.